# Stückerové z Wayerhofu
Stückerové z Wayerhofu (rovněž s variantou z Weyershofu) je novodobý šlechtický rod, jehož nobilitovaným zakladatelem se stal důstojník a pozdější rada olomouckého biskupského soudu Ferdinand Stücker.
Ferdinand Stücker zakoupil v roce 1808 statek Všechovice. Od dva roky později získal povýšení do šlechtického stavu a predikát z Wayerdorfu. Následně v roce 1812 byl povýšen do stavu rytířského společně se ziskem českého inkolátu.
Statek Všechovice zdědil Ferdinandův syn Franz Hubert, ve 30. a 40. letech poslanec moravského zemského sněmu, jenž v roce 1831 k rodovému majetku přikoupil statek Jeseník nad Odrou, který však o pět let později opět prodal.
Hubert sv. p. Stücker z Wayersdorfu koupil v roce 1835 šilheřovické panství včetně Šilheřovických dolů v Koblově od majitelského konsorcia z kruhů rodin hrabat Hoverdenů a hrabat Matuschků. Otevřel nový důl pomocí ražby dědičné štoly Hubert na sloj Růžena. V roce 1844 prodal šilheřovické doly s celým šiheřovickým panstvím Salomonu Mayeru sv. p. Rothschildovi.
Později se rod Stückerů přesunul do pruské části Slezska, čímž mizí z prostředí českých zemí.